# Piz Roseg
De Piz Roseg (uitspraak: Pits Rozétsj) is een 3937 meter hoge berg op de grens van het Zwitserse kanton Graubünden. De berg ligt in het westelijke deel van het Berninamassief dat tot de Rätische Alpen behoort.
De berg ligt geïsoleerd in het oosten van het massief en wordt door de Porta da Roseg van naastgelegen Piz Scerscen gescheiden. De berg is sterk vergletsjerd. Aan de noordzijde ligt de Vadret da Tschierva, in het westen de Vadret da la Sella en Vadret da Roseg en ten slotte de Vadretta di Scerscen Superiore in het zuidoosten. Ten noorden van de berg ligt het eenzame Val Roseg dat uitkomt bij het mondaine Pontresina.
Uitgangspunten voor de beklimming van de berg zijn de berghutten Capanna J. Coaz (2610 m) en Chamanna da Tschierva (2584 m). De Piz Roseg werd op 28 juni 1865, voor de eerste maal beklommen door A. W. Moore, Horace Walker en Jakob Anderegg.